# Richnavské jazerá
Richnavské jazerá – dwa sztuczne zbiorniki wodne na Słowacji, w zamknięciu doliny potoku Richnava, ok. 2 km na południowy zachód od miejscowości Štiavnické Bane. Należą do grupy ok. 60 takich dzieł wodnych, zwanych z języka niemieckiego tajchami, jakie w XVIII w. powstały w Górach Szczawnickich w związku z rozwojem tamtejszego górnictwa i hutnictwa.
Wybudowane zostały w latach 1738–1740 staraniem bańskoszczawnickiej Komory Górniczej według projektu wybitnego inżyniera tamtych czasów, Samuela Mikoviniego.
Wielkie Jezioro Rychniawskie ma powierzchnię 8,1 ha, maksymalną głębokość 21,1 m i objętość 960 tys. m³, natomiast Małe Jezioro Rychniawskie powierzchnię 1 ha i maksymalną głębokość 14 m. Wodę do tych zbiorników doprowadzała sieć kanałów zbiorczych o łącznej długości 23,4 km. Najdłuższym z nich był tzw. Dolný Hodrušský jarok o długości 8,55 km. W sieć kanałów włączone były dwie wodne sztolnie o długościach 345 i 466 m.
Obecnie wykorzystywane do celów rekreacyjnych i jako stawy rybne.